# Élections législatives colombiennes de 2014
Les élections législatives colombiennes de 2014 se sont tenues le 9 mars 2014 pour élire les deux chambres du Congrès et les représentants au Parlement andin.

## Contexte
Un rapport publié par la Fondation paix et réconciliation souligne que 131 des candidats au Congrès auraient des liens avec des groupes criminels, généralement contrebandiers, narcotrafiquants et paramilitaires. D’après l’analyste León Valencia, « il passe beaucoup d’argent entre leurs mains, produit d’activités illégales, et ils ont une influence énorme dans certaines zones du pays ».

## Résultats
| Partis                                                        | Votes     | %     | Sièges |
| ------------------------------------------------------------- | --------- | ----- | ------ |
| Parti social d'unité nationale (Partido de la U)              | 2 230 208 | 15,58 | 21     |
| Centre démocratique (Centro Democrático)                      | 2 045 564 | 14,29 | 19     |
| Parti conservateur colombien (Partido Conservador Colombiano) | 1 944 284 | 13,58 | 19     |
| Parti libéral colombien (Partido Liberal Colombiano)          | 1 758 189 | 12,22 | 17     |
| Changement radical (Cambio Radical)                           | 996 872   | 6,96  | 9      |
| Parti vert (Partido Verde)                                    | 564 633   | 3,94  | 5      |
| Pôle démocratique alternatif (Polo Democrático Alternativo)   | 545 145   | 3,78  | 5      |
| Opción Ciudadana                                              | 527 124   | 3,68  | 5      |
| Total des votes valides (participation : 44,2 %)              | -         | 100.0 | 102    |

| Partis                                                                                        | Votes     | %     | Sièges |
| --------------------------------------------------------------------------------------------- | --------- | ----- | ------ |
| Parti social d'unité nationale (Partido de la U)                                              | 2 297 786 | 16,05 | 39     |
| Parti libéral colombien (Partido Liberal Colombiano)                                          | 2 022 093 | 14,13 | 37     |
| Parti conservateur colombien (Partido Conservador Colombiano)                                 | 1 884 706 | 13,17 | 27     |
| Changement radical (Cambio Radical)                                                           | 1 108 502 | 7,74  | 15     |
| Centre démocratique (Centro Democrático)                                                      | 1 355 358 | 9,47  | 12     |
| Parti vert (Partido Verde)                                                                    | 479 521   | 3,35  | 6      |
| Opción Ciudadana                                                                              | 467 728   | 3,26  | 6      |
| Pôle démocratique alternatif (Polo Democrático Alternativo)                                   | 414 346   | 2,89  | 3      |
| Mouvement indépendant de rénovation absolue (Movimiento Independiente de Renovación Absoluta) | 411 800   | 2,87  | 3      |
| For a better Huila                                                                            | 73 573    | 0,51  | 1      |
| Alliance sociale indigène (Alianza Social Indigena)                                           |           | 0,3   | 1      |
| Integración Regional                                                                          |           | 0,03  | 1      |
| Total des votes valides (participation : -)                                                   | -         | 100.0 | 164    |

## Sondages
| Dates               | Institut                                            | Échantillon | PLC                                  | Parti de la U                        | Centre démocratique                  | PCC    | PDA    | CR    | Opción Ciudadana | Parti vert | MIRA  | Autres | Non/Ne sait pas | Marge d'erreur |     |     |     |   |
| ------------------- | --------------------------------------------------- | ----------- | ------------------------------------ | ------------------------------------ | ------------------------------------ | ------ | ------ | ----- | ---------------- | ---------- | ----- | ------ | --------------- | -------------- | --- | --- | --- | - |
| Dates               | Institut                                            | Échantillon | Résultats lors des élections de 2010 | Résultats lors des élections de 2010 | Résultats lors des élections de 2010 | 17,8 % | 25.9   | –     | 21.3             | 6.9        | 8.0   | Autres | Non/Ne sait pas | Marge d'erreur | 7.9 | 4.0 | 2.9 | – |
| 12–19 Oct 2013      | Cifras y Conceptos                                  | 2500        | 15 %                                 | 13 %                                 | 17 %                                 | 5 %    | 5 %    | 2 %   | n.a.             | 5 %        | 2 %   | 2 %    | 33 %            | 2,9 %          |     |     |     |   |
| 22–27 novembre 2013 | Cifras y Conceptos                                  | 2500        | 17 %                                 | 11 %                                 | 15 %                                 | 6 %    | 4 %    | 2 %   | n.a.             | 5 %        | 1 %   | n.a.   | 36 %            | 2,9 %          |     |     |     |   |
| 16–20 janvier 2014  | Cifras y Conceptos/Caracol Radio & Red Más Noticias | 2500        | 14 %                                 | 13 %                                 | 12 %                                 | 5 %    | 6 %    | 3 %   | n.a.             | 4 %        | 3 %   | n.a.   | 40 %            | 2,9 %          |     |     |     |   |
| 29–31 janvier 2014  | Datexco/El Tiempo & W Radio                         | 1200        | 12,2 %                               | 18,2 %                               | 10,4 %                               | 8,8 %  | 6,0 %  | 4,9 % | 0,5 %            | 5,4 %      | 2,9 % | 2,8 %  | 26,8 %          | 2,83 %         |     |     |     |   |
| 10–15 février 2014  | Cifras y Conceptos/Caracol Radio & Red Más Noticias | 2500        | 16 %                                 | 12 %                                 | 14 %                                 | 6 %    | 5 %    | 3 %   | n.a.             | 5 %        | 3 %   | n.a.   | 36 %            | 2,9 %          |     |     |     |   |
| 20–24 février 2014  | Cifras y Conceptos/Caracol Radio & Red Más Noticias | 2500        | 17 %                                 | 11 %                                 | 20 %                                 | 8 %    | 6 %    | 5 %   | 3 %              | 6 %        | 5 %   | n.a.   | 20 %            | 2,9 %          |     |     |     |   |
| 25–28 février 2014  | Datexco/El Tiempo & W Radio                         | 1200        | 13,6 %                               | 13,4 %                               | 23,4 %                               | 7,3 %  | 10,0 % | 5,1 % | 1,1 %            | 4,3 %      | 2,2 % | 0,2 %  | 19,4 %          | 2,83 %         |     |     |     |   |